# جنجونغ ملك جوسون
جنجونغ (진종 | 眞宗) هو الابن الأكبر للملك يونغجو. ولد جنجونغ في 15 فبراير 1719 ومات في 1728. اسمه إي هاينغ (이행 | 李緈)، اسم مجاملته سونغ غيونغ (성경 | 聖敬). جنجونغ من عشيرة جونجو إي (전주이씨 | 全州李氏). جنجونغ هو ولي عهد جوسون، وسمي ملكاً بعد وفاته. يعرف باسم آخر هو ولي العهد هيوجانغ (효장세자 | 孝章世子 | هيوجانغ سيجا).
توج جنجونغ ملكاً على يد ابن أخيه الملك جونغجو، وأعطي اللقب الملك العظيم جنجونغ أنريانغ ييميونغ تشولمن هيوجانغ (진종온량예명철문효장대왕 | 眞宗溫良睿明哲文孝章大王) وأصبح تشوجون (ملك بعد الوفاة). أعطته سلالة تشينغ لقب الملك غاكمن (각민왕 | 恪愍王)، كما أعطته الإمبراطورية الكورية لقب الإمبراطور جنجونغسو (진종소황제 | 眞宗昭皇帝).

## حياته
ولد جنجونغ في 15 فبراير 1719 للملك يونغجو من زوجته إي جونغبن. جنجونغ هو الأخ غير الشقيق لولي العهد سادو والذي ولد بعد وفاته. جنجونغ ولد في عهد جده الملك سكجونغ بعد وفاة تشوي سكبن ليكون بذلك الحفيد الأول لسكجونغ. في سنة 1724 صعد يونغجو للعرش وأصبح ابنه يعرف باسم الأمير غيونغي (경의군 | 敬義君)، وفي السنة التالية أصبح ولياً للعهد.
في 1726 تزوج الأمير من هيوسن ابنة تشو من ميونغ. في 16 نوفمبر 1728 مات جنجونغ في قصر تشانغيونغ كان والده بسن الخامسة والثلاثين عند وفاة ابنه. تأثر يونغجو بوفاة ابنه وظل مريضاً حتى نهاية السنة.
في 9 مارس 1729، قبض على إحدى وصيفات البلاط بتهمة تسميم الأمير بأمر من الملك يونغجو.

### بعد وفاته
في 2 ديسمبر 1728، أراد الملك يونغجو تكريم ابنه فعرض عليه في أحد الاجتماعات ثلاثة ألقاب بعد وفاة هي جانغهيو (장효 | 莊孝)، وهيوجانغ (효장 |孝章)، وجانغهون (장헌 | 章獻)، وقرر الملك اختيار اللقب «هيوجانغ» وأصبح يسمى ولي العهد هيوجانغ لاحقاً. بعد ذلك ونظراً لخلو منصب ولي العهد قام الملك يونغجو بتعيين الأخ غير الشقيق لهيوجانغ وهو سادو ولياً للعهد، بعد موت سادو توج ابنه جونغجو ولياً للعهد والذي منح لقب جنجونغ (진종 | 眞宗) لولي العهد هيوجانغ.
منحته سلالة تشينغ لقب الملك غاكمن (각민왕 | 恪愍王)، ثم أضيف إلى لقبه عدة مقاطع فأصبح «أنريانغ ييميونغ تشولمن» (온량예명철문 | 眞宗溫良睿明哲文) ثم أصبح الملك العظيم جنجونغ أنريانغ ييميونغ تشولمن هيوجانغ (진종온량예명철문효장대왕 | 眞宗溫良睿明哲文孝章大王). في 1908 أعطى الإمبراطور سنجونغ لقب الإمبراطور سو (소황제 | 昭皇帝) إلى جنجونغ وسماه إمبراطوراً بعد الوفاة.

## مقبرته
توفي ولي العهد هيوجانغ فجأة بسن العاشرة في 16 نوفمبر 1728، وفي 26 يناير 1729 (السنة الخامسة من حكم الملك يونغجو) نقل ولي العهد لمقبرته في يونغرنغ (영릉|永陵). بعد سنة من وفاة ولي العهد منحت زوجته لقب هيونبن (현빈)، ماتت زوجة ولي العهد بعد 27 سنة في 14 نوفمبر 1751 وعمرها 37 سنة، وفي 22 يناير 1752 دفنت مع زوجها.

## الأسرة
- الجد: سكجونغ ملك جوسون التاسع عشر.
- الجدة: تشوي سكبن.
- الأب: يونغجو ملك جوسون الواحد والعشرين
- الأم (في القانون): الملكة جونغسونغ من عشيرة سو (정성왕후 서씨).
- الأم (الحقيقية): إي جونغبن.
- عقيلة الملك: الملكة هيوسن (효순소황후 조씨 | 孝純王后 趙氏).
  - ابن متبنى: جونغجو ملك جوسون الثاني والعشرين.
  - زوجة الابن: الملكة هيوي من عشيرة كم (효의선황후 김씨).

## الإشارات
1. ↑  سجلات الملك يونغجو. السنة السادسة. (1730، السنة الثامنة). الشهر الثالث، اليوم التاسع، القسم الثاني.